# 김복유
김복유(1990년 3월 27일~)는 대한민국의 가수다. 2017년 싱글 《아담은 말하곤 하지》로 데뷔했다.

## 학력
- 백석대학교 실용음악과

## 방송
- CCM루키 선발 경연대회 (2014) - 대상

## 공연
- 싱어송라이터 김복유의 ‘봄’ 콘서트 (2018)
- 싱어송라이터 김복유의 남쪽여행 '잇쉬가 잇샤에게' (2018)
- 2018 따로 또 같이 LIVE 콘서트 (2018)
- 김복유X박세정 토크콘서트 (2018)
- 싱어송라이터 김복유의 남쪽여행2 (2018)
- 팡팡 프레이즈 페스타 인 칠포 2019 (2019)
- 김복유 봄 콘서트 (2022)
- 김복유 연말콘서트 IN 대전 (2022)
- 김복유 연말콘서트 IN 서울 (2022)
- 김복유 연말콘서트 IN 부산 (2022)
- 김복유 연말콘서트 IN 전주 (2023)
- 김복유 연말콘서트 IN 서울 (2023)